# Wall to Wall
Wall to Wall is een nummer van de Amerikaanse zanger Chris Brown. Het nummer werd uitgebracht op 15 juni 2007 door het platenlabel Jive/Zomba. Het nummer behaalde de 75e positie in de Billboard Hot 100 en de 79e positie in de UK Singles Chart.